# Maamora (Bouira)
Maamora è un comune dell'Algeria, situato nella provincia di Bouira.